# Archaeomysis
Archaeomysis (лат.) — род ракообразных семейства Mysidae из отряда Мизиды.

## Описание
Представители рода отличаются от других мизид следующими признаками: плеоподы самцов двуветвистые; экзоподит плеопода 3 очень удлиненный, состоит более чем из 5 члеников; палочковидная щетинка расположена на вершине; эндоподит состоит из 1-7 сегментов. Плеоподы 1-5 самок двуветвистые. Внешний край экзоподита уропода несет более 10 шипов, постепенно увеличивающихся в длину к вершине. Самка с 2 парами остегитов; обе ветви уропод нераздельны; внешний край экзоподита с 1, 2 или многочисленными шипами, без щетинок. Эндоподы 3-8-го переопод с карпопроподусом разделены на несколько или множество подсуставов. У самцов 3-й плеопод развит и модифицирован. Тельсон с апикальной расщелиной. Первый переопод (ходильная нога) имеет хорошо развитый экзопод (внешняя ветвь), карпопроподы эндопода (внутренняя ветвь) с 3-й по 8-ю ветвь переопод делится на подсегменты, и на эндоподе уропод (задних придатках) есть статоцисты.

## Классификация
Род Archaeomysis был впервые выделен в 1882 году и включает литоральные виды с длиной тела от 11 до 17 мм. Длина самок Archaeomysis grebnitzkii до 23 мм. Род образует монотипическую трибу Archaeomysini в составе подсемейства Gastrosaccinae.
- Archaeomysis articulata Hanamura, 1997[8][9]
- Archaeomysis grebnitzkii Czerniavsky, 1882typus
- Archaeomysis japonica Hanamura, Jo & Murano, 1996[10]
- Archaeomysis kokuboi Ii, 1964[11]
- Archaeomysis ochotensis Hanamura, 1997[8]
- Archaeomysis vulgaris (Nakazawa, 1910)